# Championnat norvégien du cheval Fjord
Le Championnat norvégien du cheval Fjord (Noregsmeisterskapen for fjordhest, abrégé Fjordhest-NM) est un championnat national de la race du cheval Fjord qui se tient en Norvège chaque année depuis 1986. C'est le rendez-vous annuel pour les compétitions d'attelage, d'équitation de dressage, de saut d'obstacles, et d'autres disciplines. Le premier championnat, en 1986, a été organisé à Førde. Ce championnat connaît une participation croissante. Celui de 2009 comptait plus de 100 attelages participants. Celui de 2010 a eu lieu à Ørsta.